# Андреас Верстратен
Андреас Верстратен (нід. Andreas Verstraeten; нар. 10 січня 2006) — бельгійський футболіст, півзахисник клубу «Антверпен».

## Клубна кар'єра
Виступав за юнацькі команди «Гейдеблум Пюлдербос», «Беєрсхот», «Льєрс», а 2019 року приєднався до академії «Антверпена». 29 квітня 2023 року дебютував за фарм-клбу «Янг Редс» в матчі Національного дивізіону 1 проти «Ла-Лув'єра».
20 лютого 2024 року підписав з клубом свій перший професіональний контракт, що розрахований до літа 2026 року. 27 жовтня 2024 року дебютував за першу команду «Антверпена» в матчі Про-ліги проти льєзького «Стандарда», вийшовши в стартовому складі.
3 квітня 2025 року продовжив контракт з клубом до 2028 року.

## Кар'єра в збірній
Виступав за збірні Бельгії до 18 і до 19 років.

## Статистика виступів
Станом на 10 серпня 2025
| Клуб              | Сезон             | Чемпіонат               | Чемпіонат | Чемпіонат | Кубок | Кубок | Єврокубки | Єврокубки | Інші  | Інші | Всього | Всього |
| Клуб              | Сезон             | Дивізіон                | Матчі     | Голи      | Матчі | Голи  | Матчі     | Голи      | Матчі | Голи | Матчі  | Голи   |
| ----------------- | ----------------- | ----------------------- | --------- | --------- | ----- | ----- | --------- | --------- | ----- | ---- | ------ | ------ |
| Янг Редс          | 2022–23           | Національний дивізіон 1 | 2         | 0         | —     | —     | —         | —         | —     | —    | 2      | 0      |
| Янг Редс          | 2023–24           | Національний дивізіон 1 | 26        | 0         | —     | —     | —         | —         | —     | —    | 26     | 0      |
| Янг Редс          | 2024–25           | Національний дивізіон 1 | 9         | 0         | —     | —     | —         | —         | —     | —    | 9      | 0      |
| Янг Редс          | Всього            | Всього                  | 37        | 0         | 0     | 0     | 0         | 0         | 0     | 0    | 37     | 0      |
| Антверпен         | 2024–25           | Про-ліга                | 16        | 0         | 2     | 0     | —         | —         | —     | —    | 18     | 0      |
| Антверпен         | 2025–26           | Про-ліга                | 3         | 0         | 0     | 0     | —         | —         | —     | —    | 3      | 0      |
| Антверпен         | Всього            | Всього                  | 19        | 0         | 2     | 0     | 0         | 0         | 0     | 0    | 21     | 0      |
| Всього за кар'єру | Всього за кар'єру | Всього за кар'єру       | 56        | 0         | 2     | 0     | 0         | 0         | 0     | 0    | 58     | 0      |